# Sekundärmetallurgie
Die Begriffe Sekundärmetallurgie bzw. Pfannenmetallurgie werden insbesondere in der Stahlerzeugung verwendet und bezeichnen die Nachbehandlung von Stahl nach dem Frischen. Die Sekundärmetallurgie ist daher nicht als  eigenständige Metallurgie zu verstehen, sondern bezeichnet verschiedene, alternativ oder in Abfolge anwendbare, die Schmelzen verbessernde, metallurgische Maßnahmen.

## Bedeutung
Die Einführung der Sekundärmetallurgie hat zu grundlegenden Veränderungen in der Stahlindustrie geführt. Während früher der Stahl nach dem Frischen fertig war, schließt sich heute üblicherweise eine Reihe von Nachbehandlungen an, um die geforderte Qualität des Stahls zu erreichen.
Der Schwefel- und Phosphorgehalt darf:
- bei Edelstahl 0,025 %
- bei Qualitätsstahl 0,035 %
- bei Grundstahl 0,045 %

betragen.
In speziellen Aggregaten werden beispielsweise Legierungselemente eingebracht, die Schmelze homogenisiert – Schwefel, Phosphor oder andere Elemente entfernt und der genaue Kohlenstoffgehalt eingestellt.

## Verfahren
Es gibt folgende Verfahren der Sekundärmetallurgie:

### Behandlung im Pfannenofen
- Mittels Lichtbogen wird die genaue Gießtemperatur für die Stranggießanlage eingestellt. ± 3 °C
- Einstellen der Analyse durch Legieren (FeMn, FeCr, FeSi, FeMo, …)
- Homogenisieren durch das Pfannenspülen mit Argon oder Stickstoff
- Desoxidation mittels Aluminium oder Kalzium

### Vakuumbehandlung
In der Schmelze sind vielfach Gase gelöst, die bei der Weiterverarbeitung des Stahles die Eigenschaften negativ beeinflussen. Um diese sicher zu entfernen, wird die Nachbehandlung unter Vakuum durchgeführt. So kann z. B. der Wasserstoffgehalt des Stahles reduziert werden. Der Wasserstoff würde den Stahl brüchig machen (Wasserstoffversprödung). Weiterhin kann während der Vakuumbehandlung des Stahls der Kohlenstoff weiter reduziert werden, um den Stahl für das Tiefziehen geeignet zu machen. Auch können im Vakuum oxidationsempfindliche Legierungsmittel wie z. B. Titan eingebracht werden.
In der Vakuumanlage wird z. B. über Dampfstrahler ein Tiefvakuum erzeugt (mit einem Restdruck von ca. 5 mbar).
Anlagenbauformen sind:
- Ruhrstahl-Heraeus-Verfahren (RH-Verfahren): Einziges kontinuierliches Entgasungsverfahren, bei dem eine Teilmenge des Metalls vom Spülgas in ein Vakuumgefäß gefördert wird und von dort wieder kontinuierlich in die Schmelzpfanne zurückläuft.
- Dortmund-Hörde-Verfahren (DH-Verfahren): Bei einer DH-Anlage wird das Gefäß ebenfalls in die Schmelze eingetaucht. Das Gefäß wird dann zyklisch gehoben und gesenkt und unter Vakuum behandelt, man spricht deswegen vom Vakuumheberverfahren.[1] Dabei wird intensiv mit Argon in der Pfanne gespült um die Schmelze in Bewegung zu halten. Auch hierbei handelt es sich um eine Teilmengenentgasungsanlage.
- Pfannenentgasen (vacuum degassing (VD) bzw. vacuum oxygen decarburization (VOD)) und verwandte Verfahren: Dabei wird die gesamte Schmelzpfanne in einem hermetisch abgedichteten Gefäß einem Vakuum ausgesetzt und über einen oder mehrere Spülsteine mit Inertgas gespült.[1]  Das erste diskontinuierliche industrialisierungsfähige Entgasungsverfahren wurde Mitte der 1950er Jahre beim Bochumer Verein eingeführt[2]. Das verbesserte RH-Verfahren folgte Ende der 1950er.
- Gießstrahlverfahren: Die Schmelze fließt aus einem Behälter durch eine kleine Öffnung in ein evakuiertes Gefäß. Aus dem dünnen Gießstrahl können die Gase leicht heraustreten, weshalb dieses Verfahren sehr wirksam, aber auch sehr aufwändig ist.[1]
- Vakuumlichtbogenofen  (VLBO, engl.: Vacuum arc remelting, VAR): Die Legierungsmetalle werden in einem evakuierten Lichtbogenofen eingeschmolzen.[1]